# 向來桜子
向來 桜子（こうらい さくらこ、2003年4月9日 - ）は、日本出身のラグビーユニオン選手。

## プロフィール
- 神奈川県出身[1]。
- ポジションはFW。
- 身長 166cm、体重 63kg
- 女子日本代表キャップは3。（2022年11月現在）

## 略歴
胎内市立中条中学校卒。2022年、関東学院六浦高校卒業後、日本体育大学に入る。
同年7月24日に行われた太陽生命 JAPAN RUGBY CHALLENGE SERIES 2022女子南アフリカ代表戦にて途中出場で女子日本代表初キャップを獲得した。同年11月、ラグビーワールドカップ2021の女子日本代表に選ばれた。